# Гайцхоки, Самуил Исерович

Слева направо: заместитель главного конструктора гидротурбин В. М. Малышев, главный конструктор гидротурбин Г. С. Щёголев, начальник лаборатории водяных турбин Ф. В. Аносов, начальник участка сборки гидротурбин С. И. Гойцхоки.

Самуи́л Исерович Гайцхоки (9 апреля 1913 — 21 ноября 1969) — советский инженер-механик, лауреат Государственной премии СССР (1967).

## Биография
Родился 09.04.1913 в г. Невель.
С 1930 г. работал на Ленинградском металлическом заводе сначала токарем, а с 1937 года, после окончания созданного при ЛМЗ института — на инженерных должностях. Член ВКП(б) с марта 1939 г.
В 1941—1946 гг. служил в РККА, участник войны, инженер-капитан, Помощник начальника артснабжения 17-й артиллерийской дивизии прорыва. Награждён орденами Красной Звезды (30.06.1943) Отечественной войны II степени (04.01.1944), Отечественной войны I степени (21.07.1945), медалями «За победу над Германией в Великой Отечественной войне 1941—1945 гг.», «За взятие Берлина», «За освобождение Праги».
После демобилизации вернулся на ЛМЗ. В 1956 г. упоминается как начальник пролёта, с 1959 г. — как начальник участка сборки гидротурбинного цеха.
Лауреат Государственной премии СССР (1967, в составе коллектива) — за создание сверхмощных радиально-осевых турбин Братской ГЭС.